# ماريا بيا دي الصقليتين (1849–1882)
ماريا بيا دي بوربون-الصقليتين (2 أغسطس 1849 - 29 سبتمبر 1882) كانت دوقة بارما القرينة كزوجة الأولى روبرتو الأول، هي ابنة فرديناندو الثاني ملك الصقليتين وماريا تيريزا من النمسا، أجبرت عائلتها على الرحيل بعد توحيد إيطاليا عام 1861.
استطعت أنجاب لـ روبرتو اثنا عشر ابناً، ستة منهم كانوا مصابون بعاهة عقلية، وبعد وفاتها اتخذ زوجها زوجة الثانية التي كانت أصغر أبناء ميغيل ملك المخلوع من البرتغال وأديلايد من لوفنشتاين-فيرتهايم-روزنبرغ.